# ماریا یوهانسون
ماریا یوهانسون (سوئدی: Maria Johansson) (زادهٔ ۷ آوریل ۱۹۵۶) بازیگر، کارگردان فیلم و استاد دانشگاه اهل سوئد است، او در سن ۶ سالگی با ایفای نقش «تجورون» در سریال تلویزیونی «Vi på Saltkråkan» نوشته آسترید لیندگرن به شهرت رسید.
از فیلم‌هایی که وی در آن‌ها نقش داشته‌است، می‌توان به قاتل ساده‌لوح و تابو اشاره نمود.